# 库木吉勒嘎河
库木吉勒嘎河也称琼库勒吉勒嘎河，位于中华人民共和国新疆维吾尔自治区克孜勒苏柯尔克孜自治州阿克陶县西南部地区的一条河流，发源于萨雷阔勒岭支脉库勒敦巴希乔库山东坡，自西南向东北流，于布伦口乡西南注入布仑口水库。河长31千米，流域面积445平方千米。